# 우크라이나 농업 농민 블록
우크라이나 농업 농민 블록(우크라이나어: Селянський Блок Аграрна Україна)은 우크라이나의 정당 중 하나이다.

## 역사
2005년 6월 20일 이 정당은 새 우크라이나 국민당이라는 이름으로 창설했다. 이 정당은 2006년 우크라이나 총선에 출마하지 않았다. 2007년 우크라이나 총선에서 "농업 우크라이나" 농민 블록으로 나갔으나 의석 획득에 실패했다. 2008년에는 우크라이나 농업 농민 블록으로 개명했다. 이 당은 2012년 우크라이나 총선에 출마하지 않았다.